# Eupithecia inversaria
Eupithecia inversaria là một loài bướm đêm trong họ Geometridae.